# Connecteur UHF
Le connecteur UHF  est le nom d'un connecteur coaxial fileté. Il est conçu dans les années 1930 pour être utilisé dans l'industrie de la radio et plus précisément pour le radar. C'est une version blindée de la « fiche banane 4 mm »,.

## Description
Il s'agit d'un connecteur utilisé pour transmettre des signaux HF et VHF sur les équipements radio de taille moyenne, le connecteur BNC étant lui prédominant pour les équipements portables et plus petits.
L'appellation « UHF » est source de confusion, puisque le nom du connecteur n'a pas évolué lors du changement de nom des gammes de fréquences. Ce connecteur a été nommé à une époque où « UHF » signifiait une fréquence supérieure à 30 MHz,,. Aujourd'hui, l'ultra haute fréquence (UHF) fait plutôt référence à des fréquences comprises entre 300 MHz et 3 GHz, et la gamme de fréquences anciennement connue sous le nom d'UHF est désormais appelée « VHF ».
Contrairement aux connecteurs modernes qui l'ont remplacé, aucune spécification ou norme active n'existe pour régir les caractéristiques mécaniques et électriques du connecteur dit « UHF ». Il est de facto de conception obsolète et sans aucune garantie d'adéquation entre lots, que ce soit au niveau des caractéristiques électrique ou mécanique,. En raison de sa conception ancienne, il est moins performant que le connecteur N et le connecteur BNC, qui lui sont électriquement supérieurs,.

## Autres noms
La fiche et la prise UHF ont été nommées par l'US Army Signal Corps PL-259  pour la fiche et SO-239 pour la prise. Ceux-ci sont également connus sous les noms de type Navy 49190 et 49194 respectivement.
PL-259, SO-239, PL-258 et plusieurs autres références militaires associées font référence à une conception mécanique spécifique. Elle est collectivement connue sous le nom de connecteur UHF en Amérique.
Dans certains pays, par exemple en France, le terme « connecteur PL » est parfois employé au lieu de UHF.

## Caractéristiques

### Mécanique
De par leur conception, tous les connecteurs de la famille des connecteurs UHF s'accouplent en utilisant un filetage de 5⁄8 pouces 24 tpi pour la connexion du blindage et environ 0,156 pouce de diamètre (4 mm) pour le conducteur intérieur.
Un connecteur similaire nommé « connecteur M » avec un filetage de 16 mm de diamètre et 1 mm de pas métrique a été produit et n'est pas compatible.

### Impédance caractéristique
Les connecteurs UHF ont une impédance caractéristique non constante qui crée des réflexions mesurables et non désirées du signal électrique dès 100 MHz,.
La quasi-totalité des pertes liée à la variation d'impédance se situe dans la femelle UHF. Une femelle UHF SO-239 typique correctement encapsulée présente une impédance d'environ 35 ohms.

### Puissance
Les spécifications nominales du connecteur UHF donnent une puissance de crête admissible supérieure à 1 kW et une tension nominale de 500 V. En pratique, certains connecteurs UHF peuvent tenir 4 kV crête.

### Indice de protection
Le connecteur UHF n'est pas résistant aux intempéries.

## Applications
Dans de nombreuses applications, les connecteurs UHF ont été remplacés par des modèles présentant une impédance caractéristique plus uniforme, comme le connecteur N et le connecteur BNC. Les connecteurs UHF sont encore largement utilisés dans les applications radio amateur, radio Citizens Band et radio VHF marine.

## Voir également
- Connecteur coaxial